# Черемиський
Черемиський (рос. Черемисский) — селище в Кстовському районі Нижньогородської області Російської Федерації.
Населення становить 45 осіб. Входить до складу муніципального утворення Большеєльнинська сільрада.

## Історія
Від 2009 року входить до складу муніципального утворення Большеєльнинська сільрада.

## Населення
| 2002 | 2010 |
| ---- | ---- |
| 42   | ↗45  |